# The Modern Lovers
The Modern Lovers fue una banda de rock estadounidense activa durante los 70. Bajo el nombre de Jonathan Richman and The Modern Lovers estuvo activa de 1970 a 1988. La banda es conocida por su único álbum homónimo, que fue muy influyente en otras bandas de la escena punk y new wave.

## Historia
La banda fue fundada en 1970 por el joven músico Jonathan Richman, quien llegó a Nueva York en 1969, a los 18 años, inspirado por Lou Reed y John Cale, de The Velvet Underground. Richman era un joven estudiante de Boston y decidió mudarse por el interés que despertaron los discos de la banda neoyorquina. Richman era un músico en la escena underground de los 60.
Luego de vivir con Andy Warhol, Richman regresó a Massachusetts y en Boston fundó The Modern Lovers. Sus miembros originales eran Richman, Jerry Harrison en los teclados, Ernie Brooks, David Robinson en la batería y el bajista Rolfe Anderson.

### Inicios
La banda debutó en septiembre de 1970, siendo teloneros de la banda Sidewiners, de la que era miembro Andy Paley, luego amigo de Richman.

### The Modern Lovers
La banda entró a los estudios de grabación en 1971 para grabar la maqueta de "Hotel".
En abril de 1972, la banda grabó ocho maquetas en los estudios Warner, con el mismísimo John Cale, en la ciudad de Los Angeles. En esas sesiones se grabaron Roadrunner, Pablo Picasso, Old World y She Craked. Posteriormente trabajaron con Allan Mason en los A&M Studios, donde grabaron otras maquetas.

### Jonathan Richman and The Modern Lovers
La banda, luego de problemas con Warner se separó en 1974. La ruptura generó que los miembros buscaran su camino musical fundando otras bandas. Jerry Harrison fundó Talking Heads, con el nombre de The Artistics, en Nueva York, y luego Ernie Brooks se unió a Ric Ocasek, para formar The Cars, en 1976. Richman, por su parte, actuó como solista y en 1976 refundó la banda bajo el nombre de Jonathan Richman and The Modern Lovers. La carrera de Richman empezó en 1975, cuando firmó con Beserkley Records.
Para su nueva banda, Richman reclutó a David Robinson, de Rubinoos y exmiembro de The Modern Lovers (que a la postre lo fue también de The Cars), Greg 'Curly' Keranen y Leroy Radcliffe. Con su nueva banda, Richman regrabó los temas que habían trabajado antes con Cale en Los Angeles.

### Publicación de The Modern Lovers
En agosto de 1976, la disquera de Richman publicó un compilado de maquetas llamado The Modern Lovers, que habían sido trabajadas con anterioridad. Se incluyeron los temas Hotel, de 1971; y Roadrunner, Pablo Picasso, Old World, She Craked, Girlfriend, Astral Plane, y otros más grabados en 1972. El álbum fue un éxito para la crítica y su influencia se vio reflejada en los álbumes debut Talking Headsː77 y The Cars. Incluso Sex Pistols hizo un cover de Roadrunner.